# 和田直
和田 直（わだ すなお、1934年1月13日 ‐ 2021年4月29日）は、三重県津市塔世西裏出身の日本のギタリスト・ソングライター。名城大学卒業。血液型O型。著作権協会正会員。名古屋市中区東桜「JazzSpot Swing」のオーナーである。

## 来歴
10歳の頃からギターを始め、大学在学中から名古屋で活動を始め、1965年に拠点を東京に移す。その後、再び名古屋に戻りジャズ・クラブ「ココ」を経営する一方、森剣治（sax）らと活動。以降、名古屋を拠点に演奏活動を続け、ジャズ・クラブ「Swing」のオーナーも務める。アルバムは1972年録音の初リーダー作『ココのブルース』の他、『ブルース・ワールド』など。2021年4月29日に87歳で逝去。